# Заваро (мечеть)
Мечеть Заваро (азерб. Zəvəro məscidi) — мечеть, расположенная в квартале «Заваро» посёлка Лагич в Исмаиллинском районе Азербайджана. Была построена в 1805 году. В советские годы здание мечети функционировало как кинотеатр. В настоящее время мечеть охраняется государством как памятник архитектуры.